# رانندگی (فیلم ۲۰۱۱)
رانندگی (به انگلیسی: Drive) یک فیلم تریلر آمریکایی است که در سال ۲۰۱۱ به کارگردانی نیکولاس ویندینگ رفن و با بازی رایان گاسلینگ، کری مولیگان و اسکار آیزاک به نمایش درآمد. فیلمنامهٔ این فیلم را حسین امینی براساس کتابی به همین نام به قلم جیمز سالیس به نگارش درآورد.
فیلم، همانند کتاب، داستان یک رانندهٔ بدلکار است که روزها در یک گاراژ کار می‌کند. راندن قبل از اکران در سپتامبر ۲۰۱۱، در تعداد زیادی فستیوال به نمایش درآمد و توانست نظر بیننده‌ها را به خود جلب کند. همچنین در ۶۴اُمین فستیوال فیلم کن توانست جایزهٔ بهترین کارگردانی را برای ویندینگ رفن به ارمغان آورَد.

## خلاصه داستان
رایان گاسلینگ نقش یک راننده بدلکار فیلم‌های هالیوودی را بازی میکند که برای مخارج زندگی شب‌ها برای خلافکاران و دزدان کار رانندگی را انجام میدهد. در یکی از عملیات‌های او، اوضاع به خوبی پیش نمیرود و او متوجه میشود که پلیس‌ها و رؤسای خلافکارش به دنبالش هستند...

## استقبال

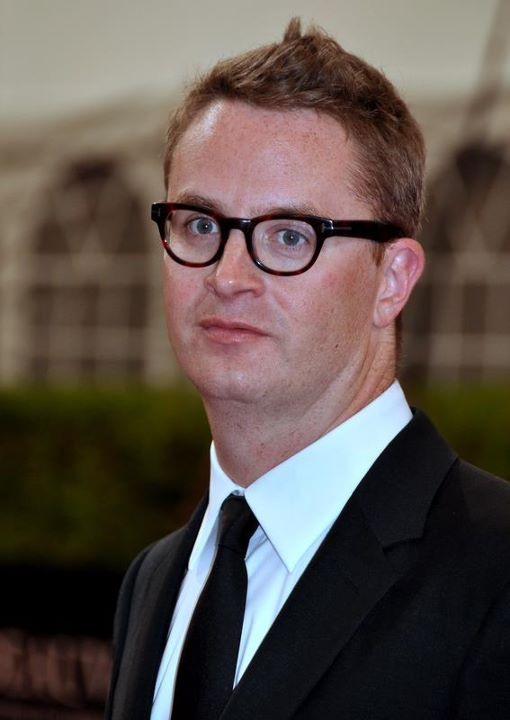
نیکلاس ویندینگ رفن ، کارگردان فیلم ، سال 2011

فیلم توسط اکثر منتقدان با نظر مثبت روبرو شد و توانست نمرهٔ ۹۳٪ را از برایندِ منتقدان وب‌گاه راتن تومیتوس و ۷۹٪ را از وب‌گاه متاکریتیک به‌دست بیاورد.همچنین، کاربران بانک اطلاعات اینترنتی فیلم‌ها با نمرهٔ ۸ آن را ۲۲۴اُمین فیلم تاریخ سینما دانستند. اما بعد از افزایش تعداد رای های از این لیست خارج و نمره 7.8 را در اختیار دارد. راندن جایزهٔ بهترین کارگردانی جشنوارهٔ ۲۰۱۱ را نیز از آنِ خود کرد.

## جوایز
جشنواره فیلم کن ۲۰۱۱
برنده جایزه بهترین کارگردانی، نیکلاس ویندینگ رفن
نامزد نخل طلا ، نیکلاس ویندینگ رفن
نامزد جایزه اسکار بهترین تدوین صدا ، لون بندر 